# Chavagnes-les-Redoux
Chavagnes-les-Redoux és un municipi francès situat al departament de Vendée i a la regió de País del Loira. L'any 2007 tenia 789 habitants.

## Demografia

### Població
El 2007 la població de fet de Chavagnes-les-Redoux era de 789 persones. Hi havia 314 famílies de les quals 84 eren unipersonals (40 homes vivint sols i 44 dones vivint soles), 99 parelles sense fills, 119 parelles amb fills i 12 famílies monoparentals amb fills.
La població ha evolucionat segons el següent gràfic:
Habitants censats

### Habitatges
El 2007 hi havia 350 habitatges, 319 eren l'habitatge principal de la família, 19 eren segones residències i 11 estaven desocupats. 341 eren cases i 4 eren apartaments. Dels 319 habitatges principals, 254 estaven ocupats pels seus propietaris, 63 estaven llogats i ocupats pels llogaters i 2 estaven cedits a títol gratuït; 8 tenien dues cambres, 44 en tenien tres, 80 en tenien quatre i 187 en tenien cinc o més. 269 habitatges disposaven pel capbaix d'una plaça de pàrquing. A 140 habitatges hi havia un automòbil i a 158 n'hi havia dos o més.

### Piràmide de població
La piràmide de població per edats i sexe el 2009 era:
| Homes | Edats   | Dones |
| ----- | ------- | ----- |
| 0     | 95 o +  | 0     |
| 0     | 90 a 94 | 4     |
| 4     | 85 a 89 | 12    |
| 0     | 80 a 84 | 4     |
| 8     | 75 a 79 | 24    |
| 20    | 70 a 74 | 16    |
| 24    | 65 a 69 | 24    |
| 12    | 60 a 64 | 32    |
| 12    | 55 a 59 | 8     |
| 36    | 50 a 54 | 36    |
| 16    | 45 a 49 | 16    |
| 24    | 40 a 44 | 12    |
| 36    | 35 a 39 | 16    |
| 28    | 30 a 34 | 36    |
| 28    | 25 a 29 | 8     |
| 16    | 20 a 24 | 20    |
| 40    | 15 a 19 | 24    |
| 16    | 10 a 14 | 20    |
| 24    | 5 a 9   | 28    |
| 24    | 0 a 4   | 16    |

## Economia
El 2007 la població en edat de treballar era de 475 persones, 358 eren actives i 117 eren inactives. De les 358 persones actives 344 estaven ocupades (195 homes i 149 dones) i 14 estaven aturades (2 homes i 12 dones). De les 117 persones inactives 52 estaven jubilades, 25 estaven estudiant i 40 estaven classificades com a «altres inactius».

### Ingressos
El 2009 a Chavagnes-les-Redoux hi havia 317 unitats fiscals que integraven 818 persones, la mediana anual d'ingressos fiscals per persona era de 15.169 €.

### Activitats econòmiques
Dels 21 establiments que hi havia el 2007, 1 era d'una empresa alimentària, 1 d'una empresa de fabricació de material elèctric, 1 d'una empresa de fabricació d'altres productes industrials, 3 d'empreses de construcció, 3 d'empreses de comerç i reparació d'automòbils, 1 d'una empresa de transport, 1 d'una empresa d'hostatgeria i restauració, 2 d'empreses financeres, 2 d'empreses immobiliàries, 1 d'una empresa de serveis, 1 d'una entitat de l'administració pública i 4 d'empreses classificades com a «altres activitats de serveis».
Dels 9 establiments de servei als particulars que hi havia el 2009, 1 era una oficina bancària, 1 paleta, 1 guixaire pintor, 1 electricista, 3 perruqueries i 2 agències immobiliàries.
Dels 2 establiments comercials que hi havia el 2009, 1 era una botiga de menys de 120 m² i 1 una fleca.
L'any 2000 a Chavagnes-les-Redoux hi havia 29 explotacions agrícoles que ocupaven un total de 1.071 hectàrees.

## Equipaments sanitaris i escolars
L'únic equipament sanitari que hi havia el 2009 era una ambulància.
El 2009 hi havia 2 escoles elementals.

## Poblacions més properes
El següent diagrama mostra les poblacions més properes.